# Eurema tondana
Eurema tondana is een vlindersoort uit de familie van de Pieridae (witjes), onderfamilie Coliadinae.
Eurema tondana werd in 1865 beschreven door C. & R. Felder.